# فرناندا سيلفا
فرناندا سيلفا (بالبرتغالية: Fernanda Emerick) (1 سبتمبر 1958 باراراكوارا في البرازيل - ) هي لاعبة كرة طائرة برازيلية. شاركت في الألعاب الأولمبية الصيفية 1984 والألعاب الأولمبية الصيفية 1980.

## وصلات خارجية
- فرناندا سيلفا على موقع أوليمبيديا (الإنجليزية)